# Ivan Petrovič Pavlov
Ivan Petrovič Pavlov (rusko Иван Петрович Павлов), ruski fiziolog, psiholog in zdravnik, * 26. september, 1849, Rjazan, Ruski imperij (sedaj Rusija), † 27. februar, 1936, Leningrad, Sovjetska zveza (sedaj Sankt Peterburg, Rusija).

## Mladost
Pavlov je izšel iz družine, v kateri je bilo več duhovnikov. Najprej so ga vzgajali v tem duhu, da bi postal vreden naslednik družinske tradicije. Po naključju je enkrat na predavanju na teološki fakulteti bral Darwinovo delo O izvoru vrst in spoznal, da je poklican za naravoslovje in ne za duhovniški poklic. Teologijo je opustil leta 1870, nato pa je študiral na petrograjski univerzi pri Mendelejevu in Butlerovu, ruskih kemikih. Leta 1883 je pridobil doktorat na petrograjski Vojno-medicinski akademiji, v letih 1884-86 pa se je izpopolnjeval v Nemčiji.

## Pavlovo zanimanje zafiziologijoprebavein Nobelova nagrada
Ko se je vrnil na akademijo, se je začel zanimati za fiziologijo prebave in izdelal teorijo o živčnih mehanizmih, ki nadzorujejo izločanje v žlezah prebavnega trakta, posebno v želodcu. Leta 1889 je delal razmeroma krute poskuse na psih. Psu je prerezal požiralnik in njegov zgornji del izpeljal skozi odprtino na vratu. Tako se je lahko hranil, vendar je hrana padala skozi odprtino in nikoli ni prišla do želodca. Kljub temu pa se je izločal želodčni sok. Pavlovu je bilo jasno, da spodbujeni živci v ustih prenašajo sporočilo v možgane, od tam pa gre nazaj po drugih živcih in spodbuja izločanje želodčnega soka. Svoj poskus je dopolnil tako, da je prerezal določene živce: pes je jedel prav tako kot prej, želodčni sok pa se ni izločal.
Za to delo so leta 1890 nagradili Pavlova s profesuro na akademiji. Ker so bila njegova odkritja glavna pri ugotavljanju pomembnosti avtonomnega živčnega sistema in za odkritja podrobnosti fiziologije prebave je leta 1904 prejel Nobelovo nagrado za fiziologijo ali medicino.

## Raziskovanjerefleksov
Dovolj čudno pa je bilo, da je dobil nagrado že potem, ko je bilo njegovo glavno delo zaradi Baylissovih odkritij razglašeno za delno zastarelo.
Bayliss je prikazal pomembnost kemičnega spodbujanja pred živčnim spodbujanjem. To je bilo potrjeno v laboratoriju Pavlova in ker je postalo njegovo delo pri živčni stimulaciji drugotnega pomena, je izgubil zanimanje za prebavo in se je lotil drugih stvari, ki so se pozneje izkazale za pomembnejše od tistih, ki so mu prinesle Nobelovo nagrado.
Način, pri katerem s hrano spodbujamo živce v ustih in izzovemo odgovor v želodcu, imenujemo pogojni refleks. Povrzoči ga zgradba živčne mreže, s katero se organizem že rodi. Pavlov je začel delati na tem, da bi videl, ali lahko vsili nov živčni vzorec novorojenim bitjem. Tako začne vsak pes, ki mu pokažemo hrano, izločati slino. Če zazvoni zvonec vsakič, ko mu pokažemo hrano, se bo morda začel sliniti tudi takrat, ko mu samo pozvonimo, ne pa tudi pokažemo hrano. Zvok zvonca je torej povezal s podobo hrane in reagiral na prvo (zvonec) tako kot bi reagiral na drugo (hrana). 
Študija Pavlova o pogojnih refleksih je povzročila hiter vzpon nove fiziološko obarvane psihologije, ki jo je v Nemčiji začel Ernst Heinrich Weber, nemški fiziolog. Še za časa Pavlova sta William James in Granville Stanley Hall, ameriška psihologa, predstavila »novo psihologijo« v ZDA. Študije pogojnih refleksov so vodile k teoriji, da je dober del učenja in razvoja vedenja posledica vseh vrst pogojnih refleksov, nabranih v življenju. Take behavioristične oz. vedenjske teorije v psihologiji, ki jih je v ZDA populariziral John Broadus Watson, ameriški psiholog, so nasprotovale teorijam Sigmunda Freuda in njegovih somišljenikov, ki so imeli psiho bolj kot stvar samo po sebi. Pavlovska psihologija je še danes v Rusiji veliko bolj popularna kot kjerkoli drugje.

## Življenje pooktobrski revoluciji
Pavlov je ostal v Rusiji tudi po revoluciji in čeprav je bil odkrit antikomunist, ga je sovjetska vlada pametno pustila na miru in potrpežljivo prenašala njegovo opozicijo; leta 1935 so mu celo zgradili laboratorij. Do konca svoje življenja (dočakal je 86 let) je ostal okras ruske znanosti in dokaz sovjetske strpnosti.